# Концерт для скрипки с оркестром (Глазунов)
Концерт для скрипки с оркестром ля минор соч. 82 ― одно из самых популярных музыкальных сочинений Александра Глазунова. Будучи написан в 1904 году, концерт был посвящен скрипачу Леопольду Ауэру, который и исполнил его премьеру в программе Русского музыкального общества в Санкт-Петербурге 15 февраля 1905 года, дирижировал автор. Британская премьера концерта последовала чуть более года спустя под руководством сэра Генри Вуда и с Михаилом Эльманом в качестве солиста.
Концерт для скрипки довольно характерен для технически блестящего стиля Глазунова. Автор не предусмотрел разделения на части, однако в различных изданиях концерт нередко описывается как трёх- или четырёхчастный, а темповые обозначения частей различаются.
Основную каденцию в конце первой части Глазунов написал сам. Он обширно использовал сложную технику двойных нот, что считается одной из самых сложных частей концерта.
По мнению Ю. В. Келдыша, в скрипичном концерте Глазунова «заметно стремление композитора к большей психологической углублённости музыки и непосредственности эмоционального выражения», а «непосредственная лирическая выразительность музыки» соединена с «высоким мастерством формы и фактуры».